# سدیم هیدرید
سدیم هیدرید (به انگلیسی: Sodium hydride) با فرمول شیمیایی NaH یک ترکیب شیمیایی با شناسه پاب‌کم ۲۴۷۵۸ است. که جرم مولی آن ۲۳٫۹۹۷۷۱ g/mol می‌باشد. شکل ظاهری این ترکیب، جامد خاکستری است. همچنین ظرفیت آن ۱ است